# Max Robert
Max Robert (n. 9 iunie 1967, Nantes, Franța) este un bober ce a reprezentat Franța, medaliat olimpic. A participat la două ediții ale Jocurilor Olimpice (1994, 1998) în care a câștigat o medalie de bronz.

## Participări
Lista de mai jos prezintă principalele competiții la care a participat Max Robert de-a lungul carierei.
- bobsleigh at the 1998 Winter Olympics[*]